# Kirchenkreis Rotenburg
Der Kirchenkreis Rotenburg war ein Kirchenkreis der Evangelischen Kirche von Kurhessen-Waldeck (EKKW) im Sprengel Hanau-Hersfeld. Zum 1. Januar 2020 fusionierte er mit dem benachbarten Kirchenkreis Hersfeld zum Kirchenkreis Hersfeld-Rotenburg.
In den 39 Gemeinden des Kirchenkreises lebten 29.366 evangelische Christinnen und Christen. Im Kirchenkreis bestanden neun Kindertagesstätten in kirchlicher Trägerschaft. Letzte Leiterin des Kirchenkreises war Dekanin Gisela Strohriegl. Sitz des Kirchenkreises war Rotenburg an der Fulda.

## Gemeinden
Der Kirchenkreis erstreckte sich in etwa über die politischen Gemeinden des Altkreises Rotenburg ohne die Stadt Sontra und macht in etwa den Norden des Landkreises Hersfeld-Rotenburg aus.

## Lage
Er grenzte an die kurhessischen Kirchenkreise Eschwege und Melsungen im Norden, Fritzlar-Homberg im Westen und Hersfeld im Süden sowie an die Evangelische Kirche in Mitteldeutschland im Osten.